# سوسو (محرك بحث)
soso.com (بالصينية: 搜 搜)) هو محرك بحث صيني يملكها Tencent Holdings Limited.اعتبارا من 1 أكتوبر 2012 أصبح في المرتبة 33 كموقع الأكثر زيارة في العالم، والموقع ال11 الأكثر زيارة في الصين، والموقع رقم ثمانية الأكثر زيارة في كوريا الجنوبية، وفقا لأليكسا إنترنت.
اعتماد موقع سوسو اسم العنكبوت (بالإنجليزية: Sosospider)‏ سبتمبر 2013.